# Jeleń (jezioro na Pojezierzu Wałeckim)
Jeleń – jezioro w woj. zachodniopomorskim, w pow. wałeckim, w gminie Wałcz, leżące na terenie Pojezierza Wałeckiego.
Według urzędowego spisu opracowanego przez Komisję Nazw Miejscowości i Obiektów Fizjograficznych (KNMiOF) opublikowanego przez Główny Urząd Geodezji i Kartografii (GUGiK) i udostępnionego na stronach Komisja Standaryzacji Nazw Geograficznych (KSNG) nazwa tego jeziora to Jeleń. Nazwa Jeleń jest także stosowana na mapach topograficznych. W niektórych publikacjach jezioro to występuje pod nazwą Linowe, która może mylić to jezioro z odległym o około 3 kilometry jeziorem Linowo.
Powierzchnia zwierciadła wody według różnych źródeł wynosi od 8,33 ha do 10,0 ha.
Zwierciadło wody położone jest na wysokości 114,7 m n.p.m.
Jezioro ma kształt regularnego oczka.
Rezerwat przyrody „Mokradła koło Leśniczówki Łowiska” położony jest we wschodniej części Puszczy Drawskiej. Stanowi rozległy kompleks torfowisk przejściowych z trzema jeziorami (Jeleń, Sołtyskie i Oczko), otoczony borem sosnowym. Jest to obiekt o randze międzynarodowej – występuje tu ważne stanowisko elismy wodnej Elisma natans (Jezioro Jeleń) i bardzo rzadko spotykanego mchu sierpowca błyszczącego Drepanocladus vernicosus (Jezioro Oczko) – gatunków z załącznika II Dyrektywy Rady 92/43/EWG/z 21 maja 1992 r. o ochronie siedlisk przyrodniczych oraz dzikiej fauny i flory.